# 乌里雅斯太工业区
乌里雅斯太工业区，是中华人民共和国内蒙古自治区锡林郭勒盟东乌珠穆沁旗下辖的一个类似乡级单位。

## 行政区划
下辖以下地区：
工业区虚拟社区。